# Stadion Wembley

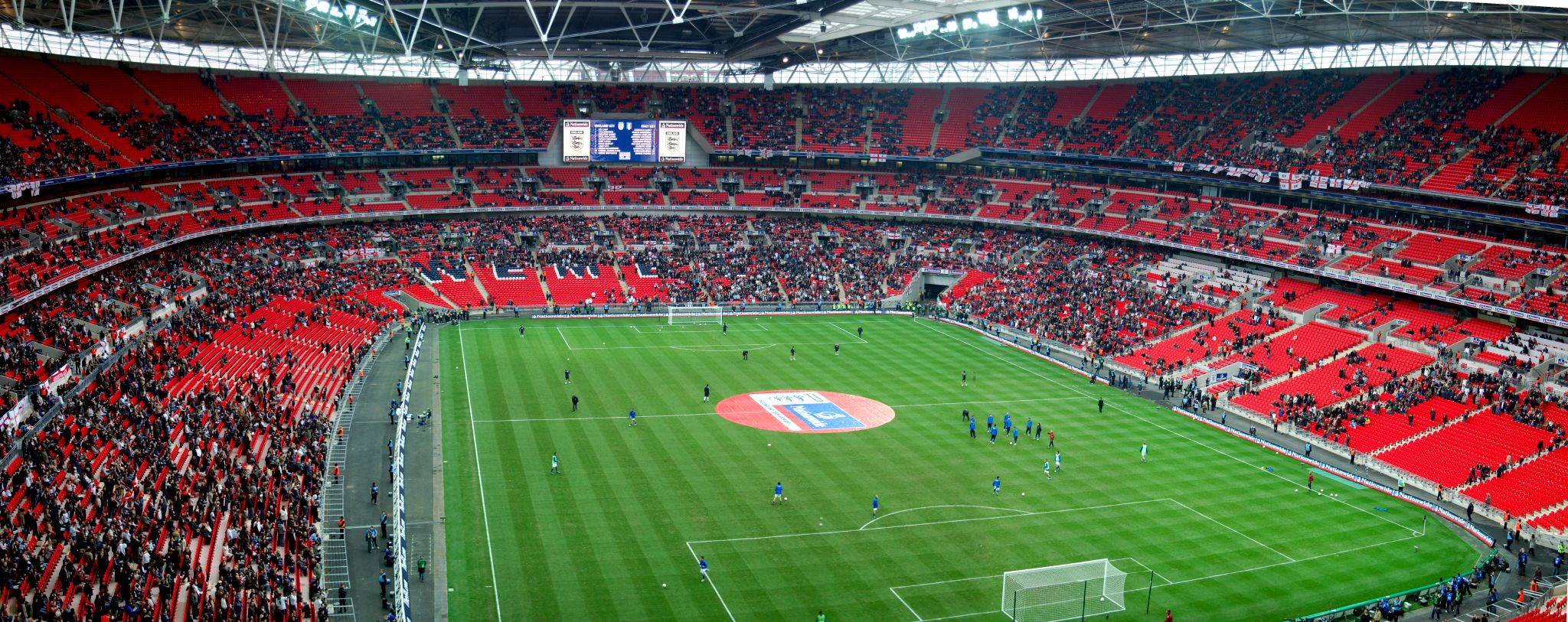
Wewnętrzna panorama Wembley

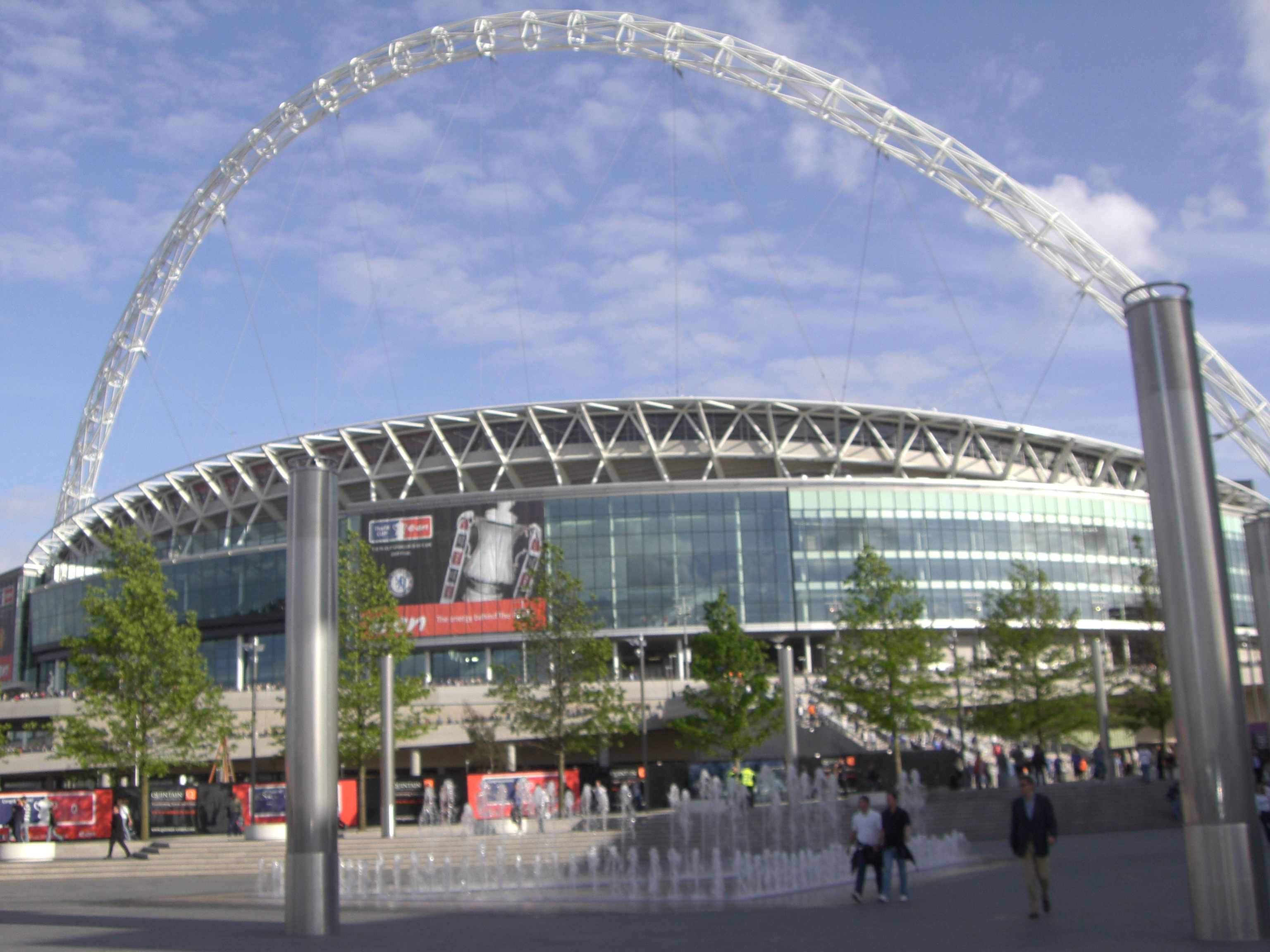
Stadion Wembley

Stadion Wembley (lub Nowy Wembley, wym. [ˈwɛmbli]) – stadion sportowy znajdujący się w Londynie, w dzielnicy Wembley. Jest narodowym stadionem Anglii i powstał w miejsce Starego Wembley, który stał w tym samym miejscu od 1923 do 2003 roku. Nowy Wembley otwarto w 2007, a pierwszy mecz na nim odbył się 24 marca 2007 (reprezentacje Anglii i Włoch). Jego pojemność to 90 tysięcy miejsc, dzięki czemu stanowi on drugi pod względem wielkości stadion w Europie po Camp Nou w Barcelonie. Jest jednym z najnowocześniejszych obiektów tego typu na świecie, a jego właścicielem jest The Football Association.
Mecze na Wembley rozgrywa Reprezentacja Anglii w piłce nożnej mężczyzn. Ponadto odbywają się tu mecze finałowe Pucharu Anglii i Pucharu Ligi Angielskiej, wyścigi, mecze obu odmian rugby i futbolu amerykańskiego oraz imprezy muzyczne. Oprócz tego na Wembley zorganizowano mecze piłkarskie Letnich Igrzysk Olimpijskich 2012 oraz finał Ligi Mistrzów w 2011,2013 i 2024 roku. Na murawie stadionu odbyły się między innymi Concert for Diana, Live Earth oraz koncerty One Direction, George’a Michaela, Take That, U2, Madonny, Eda Sheerana i BTS.

## Konstrukcja
Nowy Wembley jest jednym z najdroższych sportowych obiektów, jakie kiedykolwiek powstały. Inwestycja pochłonęła niemal 760 mln funtów. Projekt stadionu zakładał, że będzie to stadion wielofunkcyjny, a zatem oprócz rozgrywania meczów piłkarskich i obu odmian rugby można organizować zawody lekkoatletyczne, żużlowe, koncerty muzyczne i inne imprezy.
Pojemność stadionu wynosi 90 000 miejsc siedzących, jednakże w przypadku zawodów lekkoatletycznych zmniejszana jest do ok. 68 tysięcy. Wynika to z konieczności demontażu najniższych partii trybun i przykrycia ich specjalnym podestem, aby uzyskać dodatkową powierzchnię do instalacji bieżni. Trybuny nowego Wembley są trzypoziomowe. Najniższy poziom liczy 34 303 miejsca, środkowy 16 532, a najwyższy 39 165 miejsc.
Stadion posiada rozsuwany dach. Ponadto zastosowano tutaj nowe rozwiązanie techniczne – w czasie rozgrywania meczu w słoneczny dzień część dachu może być pochylona i ustawiona w taki sposób, aby na murawie nie powstawały cienie, które przeszkadzają w przekazywaniu transmisji telewizyjnej – cień może być „przesuwany” z boiska na trybuny.
Charakterystycznym elementem konstrukcyjnym i architektonicznym, który wyróżnia nowy Wembley (tak jak stary Wembley słynął z dwóch bliźniaczych wież), jest stalowy łuk, który przebiega nad stadionem. Ma on 133 m wysokości i 315 m długości. W nocy łuk może być podświetlony.

### Inne dane techniczne
- obwód stadionu wynosi 1 kilometr;
- do budowy stadionu wykorzystano 23 000 ton stali;
- dach zbudowany został z 7000 ton stalowych elementów;
- długość kabli, które przebiegają na stadionie, wynosi ponad 56 km;

## Ważniejsze daty

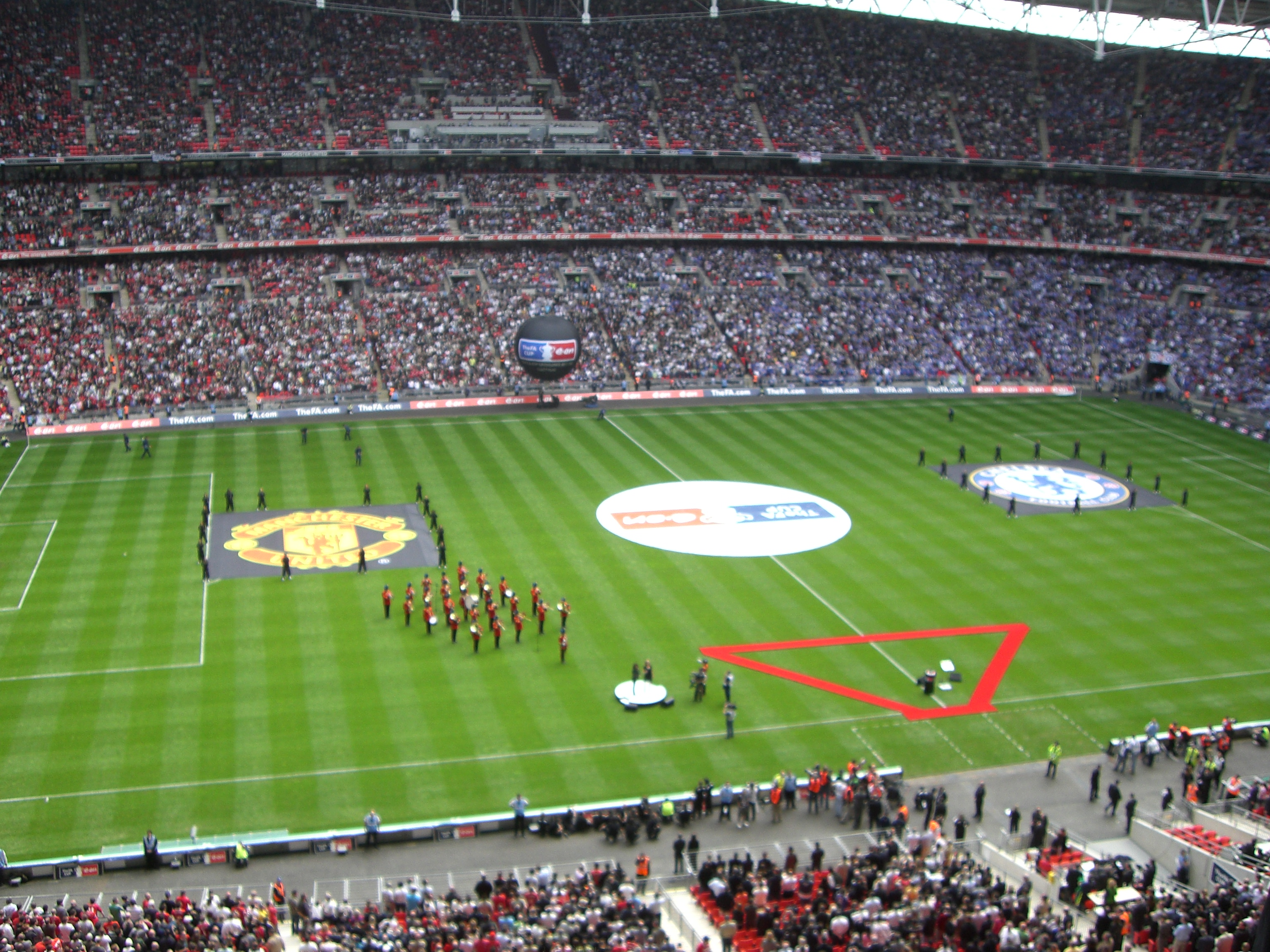
Trybuny Wembley podczas finału Pucharu Anglii w 2007 r.

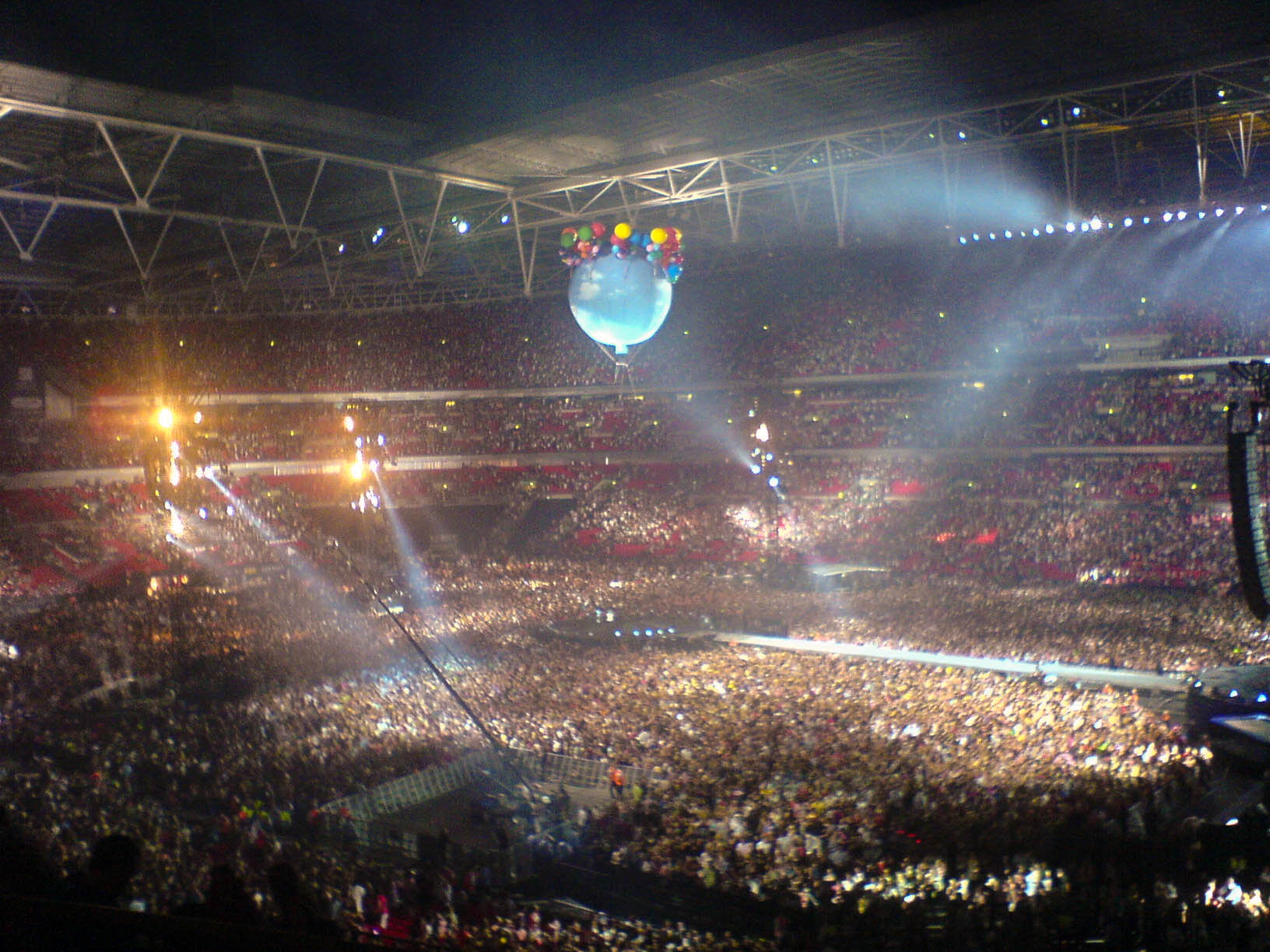
Koncert grupy Take That, 2009

- 2003 – wyburzenie starego stadionu i początek budowy nowego Wembley;
- 9 marca 2007 – oficjalne przejęcie kluczy do stadionu przez Angielską Federację Piłkarską;
- 24 marca 2007 – pierwszy oficjalny mecz piłkarski na nowym Wembley: Anglia U-21-Włochy U-21 3:3;
  - strzelcem pierwszej bramki na nowym stadionie został włoski napastnik Giampaolo Pazzini
  - pierwszym angielskim piłkarzem, który zdobył bramkę na nowym Wembley został David Bentley
- 19 maja 2007 – pierwszy finał Pucharu Anglii w piłce nożnej na nowym stadionie: Chelsea F.C.-Manchester United 1:0.
  - jedynego gola meczu zdobył Didier Drogba, stając się tym samym pierwszym piłkarzem, który zdobył na nowym Wembley bramkę w finale Pucharu Anglii.
- 1 czerwca 2007 – po raz pierwszy na nowym Wembley zagrała piłkarska reprezentacja Anglii. Jej przeciwnikiem w meczu towarzyskim była Brazylia. Mecz zakończył się remisem 1:1.
  - John Terry został pierwszym strzelcem gola dla Anglii na nowym stadionie.
- 28 maja 2011 – finał Ligi Mistrzów: FC Barcelona – Manchester United F.C. 3:1.
- 11 sierpnia 2012 – finał turnieju piłkarskiego mężczyzn podczas Letnich Igrzysk Olimpijskich Londyn 2012: Brazylia – Meksyk 1:2.
- 25 maja 2013 – finał Ligi Mistrzów: Bayern Monachium – Borussia Dortmund 2:1.
- 11 lipca 2021 – finał Mistrzostw Europy w Piłce Nożnej: Włochy – Anglia 1:1, w rzutach karnych 3:2.
- 1 czerwca 2024 – finał Ligi Mistrzów: Real Madryt – Borussia Dortmund 2:0.

## Wydarzenia sportowe

### Piłka nożna
- wszystkie swoje mecze jako gospodarz rozgrywa tutaj reprezentacja Anglii;
- corocznie odbywają się tu mecze półfinałowe i finałowe Pucharu Anglii, finał Pucharu Ligi Angielskiej, a także mecze barażowe o awans do Premier League, oraz finał LDV Vans Trophy
- Wembley był gospodarzem finału Ligi Mistrzów w 2011, 2013 oraz 2024

### Rugby league
- stadion jest miejscem finałowych meczów Rugby League Challenge Cup.

### Rugby union
- W grudniu 2008 roku na stadionie odbył się mecz Australia–Barbarians upamiętniający stulecie zawodów rugby union na Letnich Igrzyskach Olimpijskich 1908[1].

### Wyścigi
- 16 grudnia na Race of Champions 2006 została potwierdzona informacja, że stadion będzie gościł tę imprezę w latach 2007–2009.

### Igrzyska Olimpijskie
- podczas Igrzysk Olimpijskich w 2012 r. nowy Wembley był główną areną rozgrywek piłkarskich.

### Futbol amerykański
- 28 października 2007 r. odbył się tu pierwszy w historii poza terytorium Ameryki Północnej oficjalny mecz amerykańskiej ligi futbolowej NFL. Zmierzyły się ze sobą drużyny New York Giants i Miami Dolphins.

## Wydarzenia muzyczne
Na nowym Wembley, podobnie jak na starym, odbywają się koncerty największych gwiazd muzyki. Pierwszym tego typu wydarzeniem miał być występ Bon Jovi, jednak został on odwołany, w związku z czym muzyczną historię Nowego Wembley zainaugurował George Michael. Koncertem w 2008 roku Madonna pobiła rekord największego dochodu z występu na Wembley (starym lub nowym) – z biletów zebrano łącznie 12 milionów dolarów. Rok później grupa Take That zagrała tu cztery koncerty, pobijając rekord dla najszybciej wyprzedanej trasy w historii Wielkiej Brytanii. W 2011 zespół pobił swój własny rekord za sprawą aż ośmiu występów na Wembley. Grupa U2 dała na stadionie dwa widowiska w ramach najbardziej dochodowej trasy wszech czasów, U2 360° Tour. Ponadto na Wembley odbył się Concert for Diana upamiętniający Księżną Dianę oraz charytatywny Live Earth. Od 2010 organizowany jest tu festiwal Summertime Ball. W dniach 30 VI; 1,2,4,5,6,8,9 VII 2011 Take That zapełniło do ostatniego miejsca Stadion Wembley, ustanawiając tym samym nowy rekord w ilości występów. Dotychczasowy należał do Michaela Jacksona, który zebrał komplet widzów na Wembley „tylko” przez 7 występów. W 2012 nie odbył się tu żaden koncert poza Summertime Ball, co spowodowane było Igrzyskami Olimpijskimi. 10 lipca 2015 roku Ed Sheeran zagrał koncert trzy dni z rzędu dla ok. 240 tys. ludzi. 17 czerwca 2022 roku swój pierwszy solowy koncert na Wembley zagrał Harry Styles w ramach trasy koncertowej "Love on Tour". Po dwóch wyprzedanych koncertach (17.06 i 18.06) artysta powrócił na stadion rok później wyprzedając go aż 4 razy (13,14,16 i 17 czerwca 2023 roku). 

## Galeria

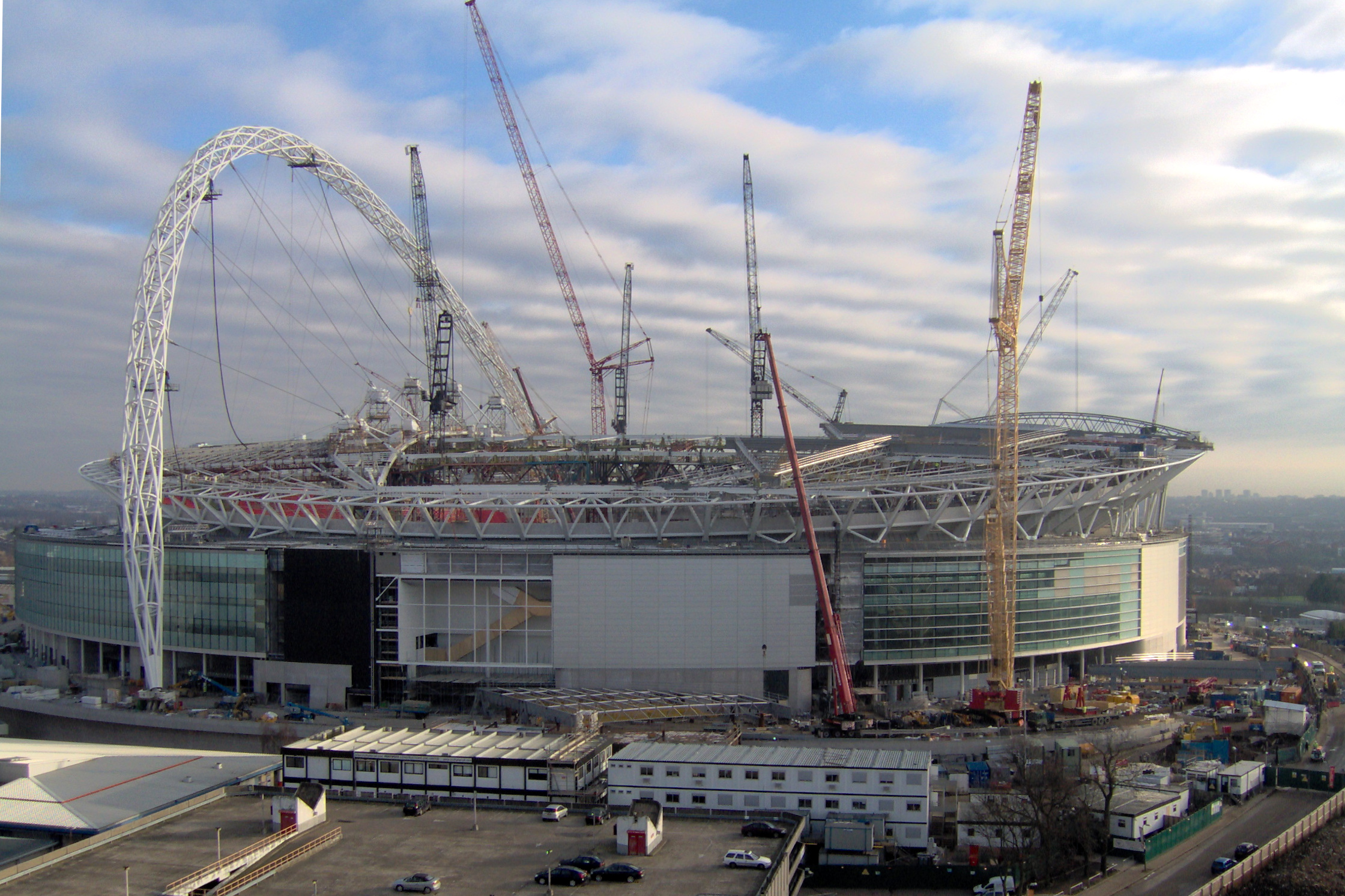
Podczas budowy, 2006
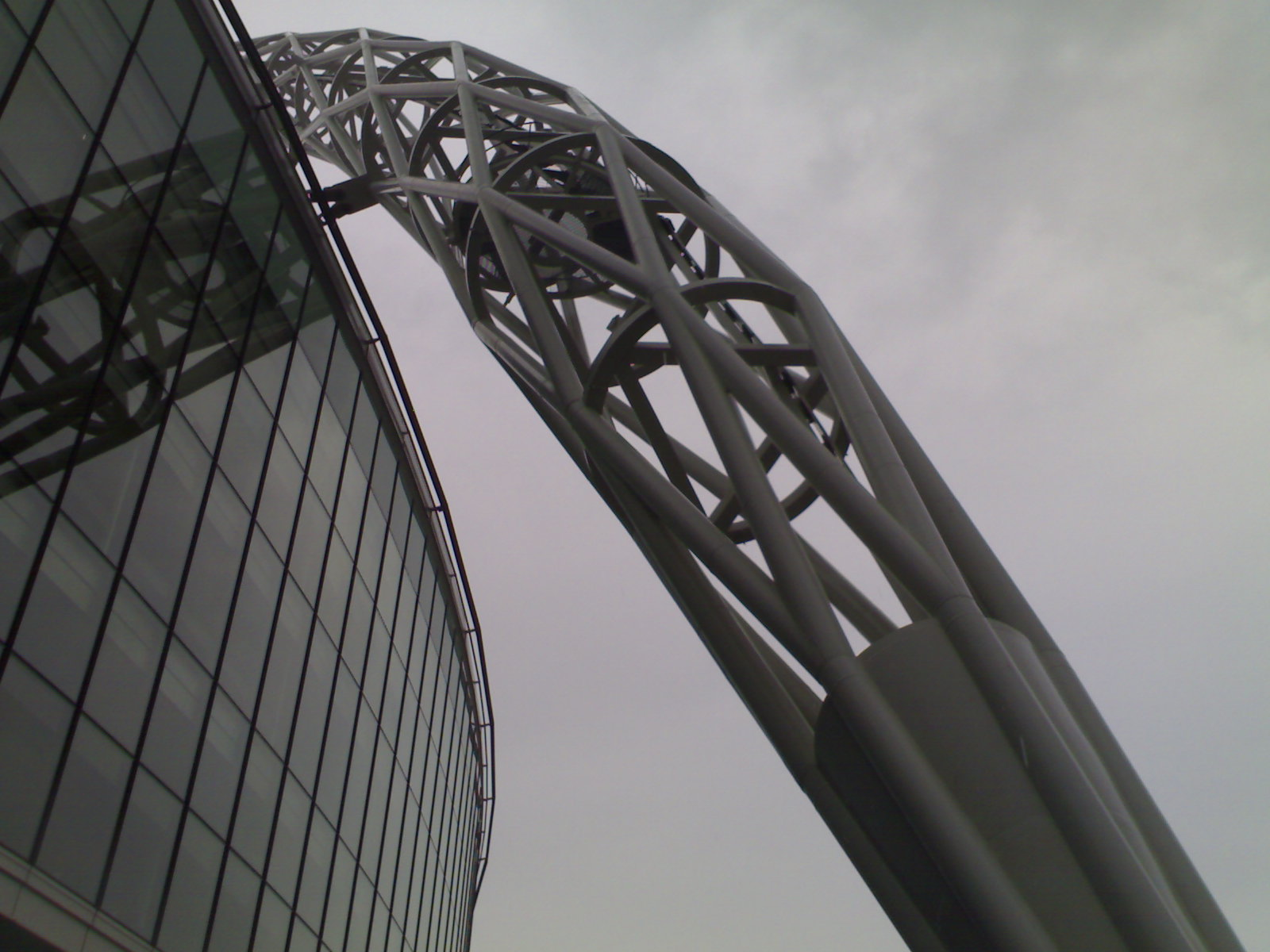
Fragment łuku stadionu
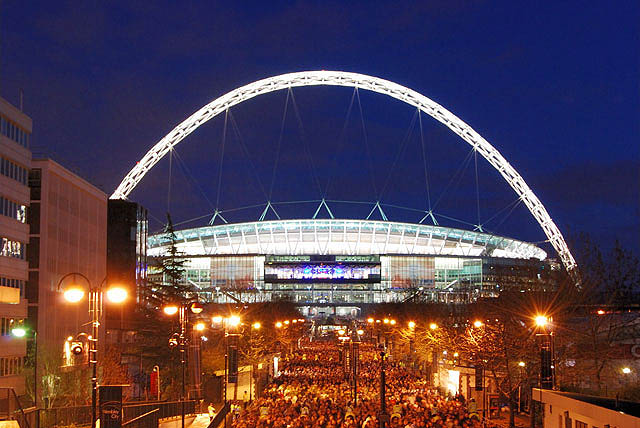
Podświetlony w nocy
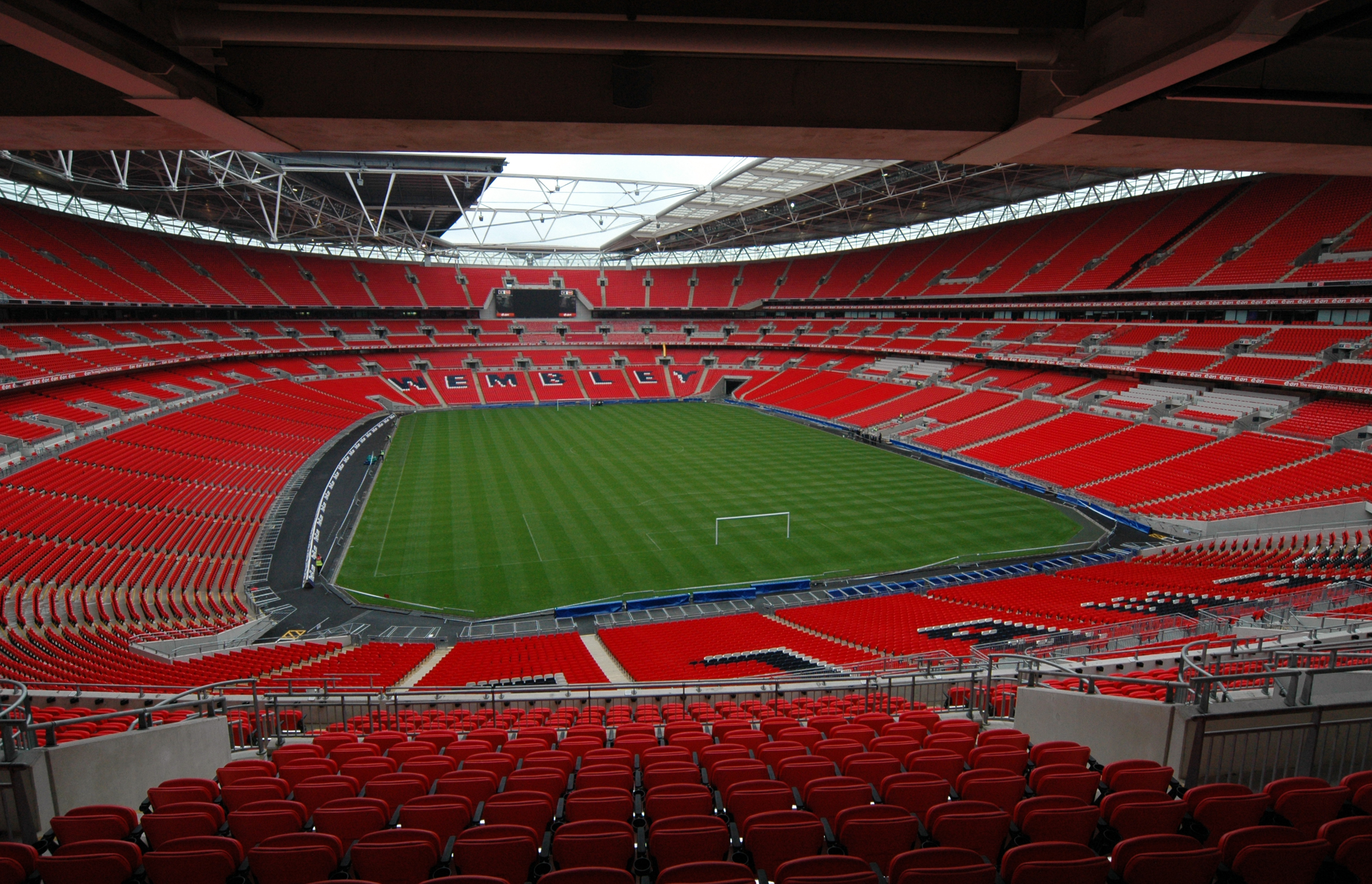
Wnętrze obiektu
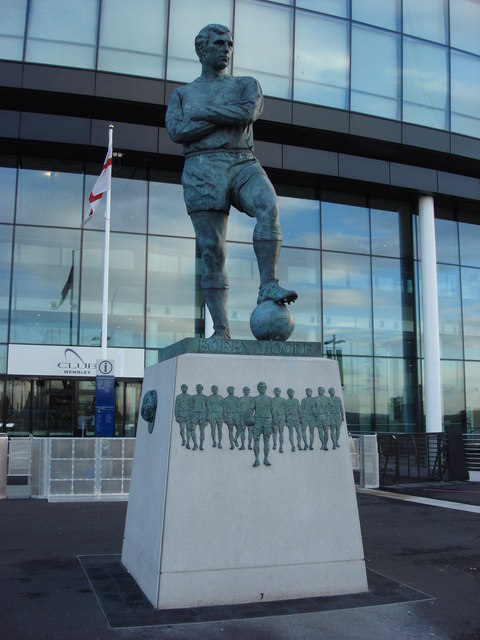
Pomnik Bobby’ego Moore’a przy wejściu jest elementem Drogi Wembley
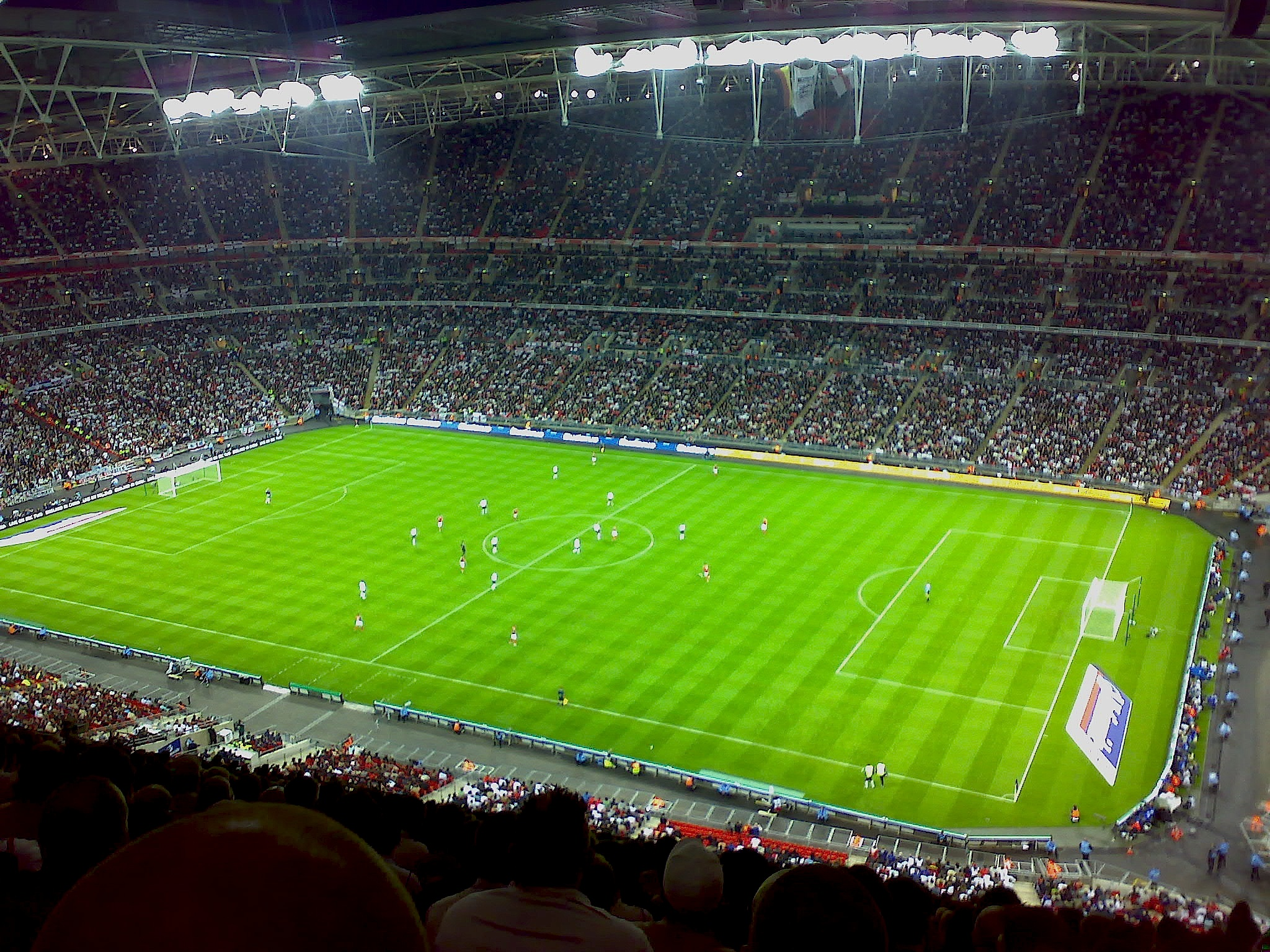
Mecz piłkarski
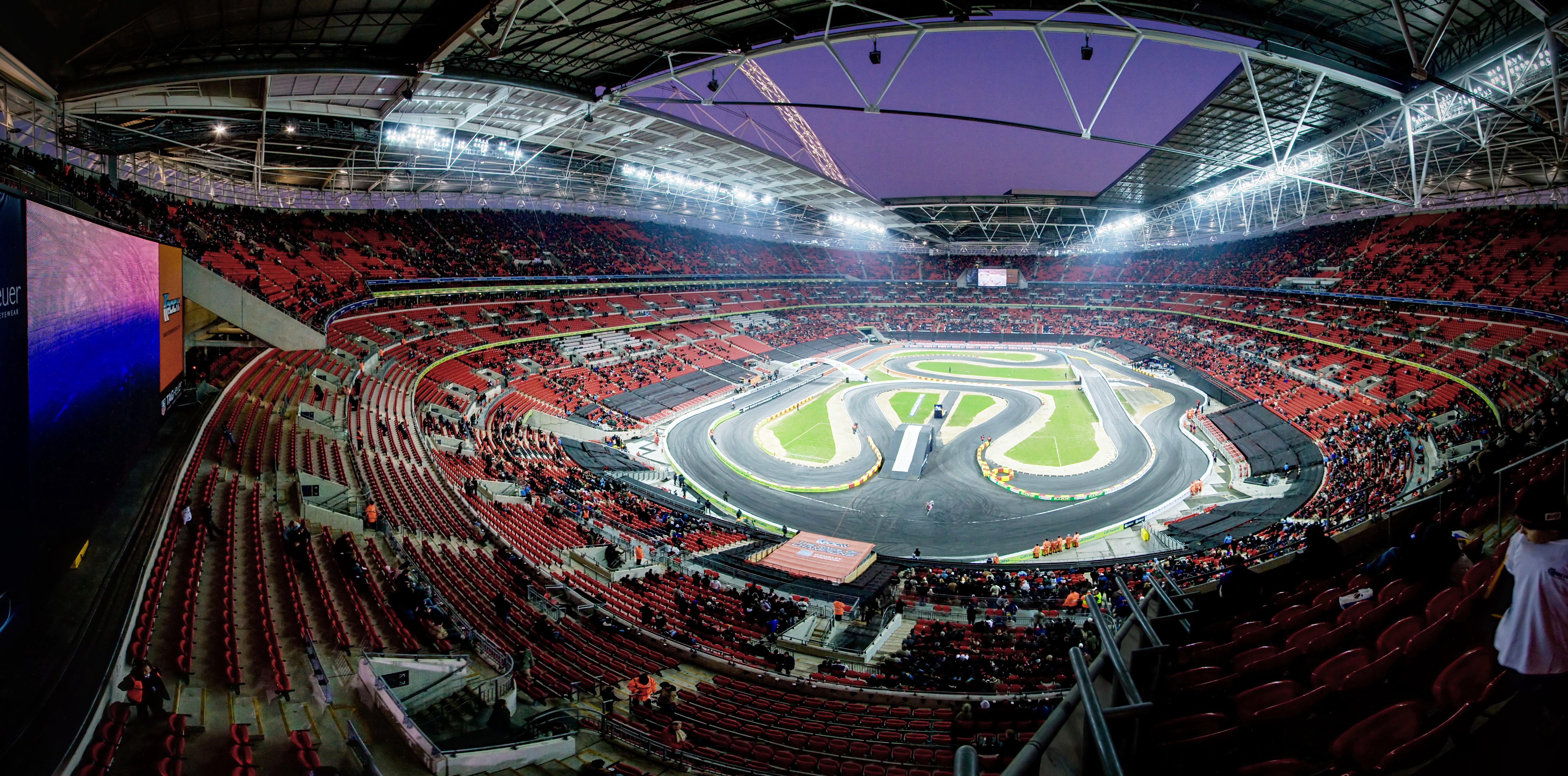
Podczas Race of Champions 2007
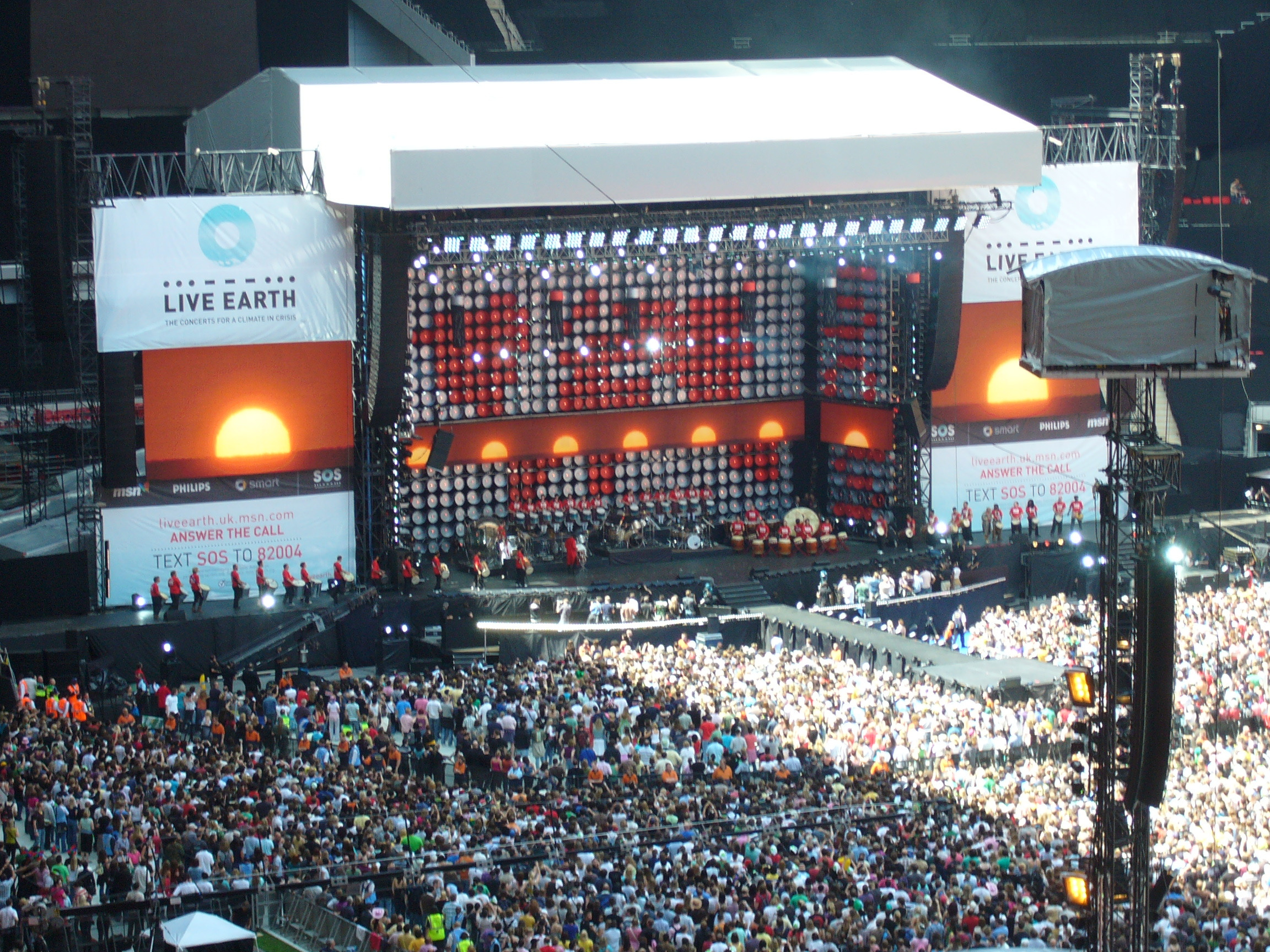
Podczas koncertu Live Earth, 2007
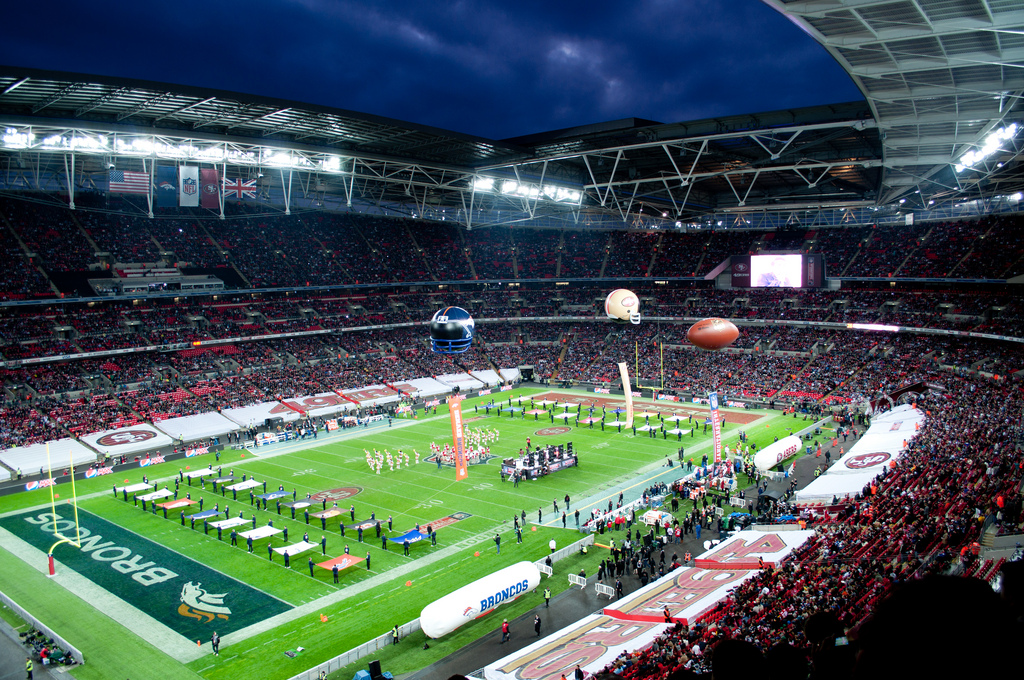
Rozgrywki NFL między Denver Broncos i San Francisco 49, 2010
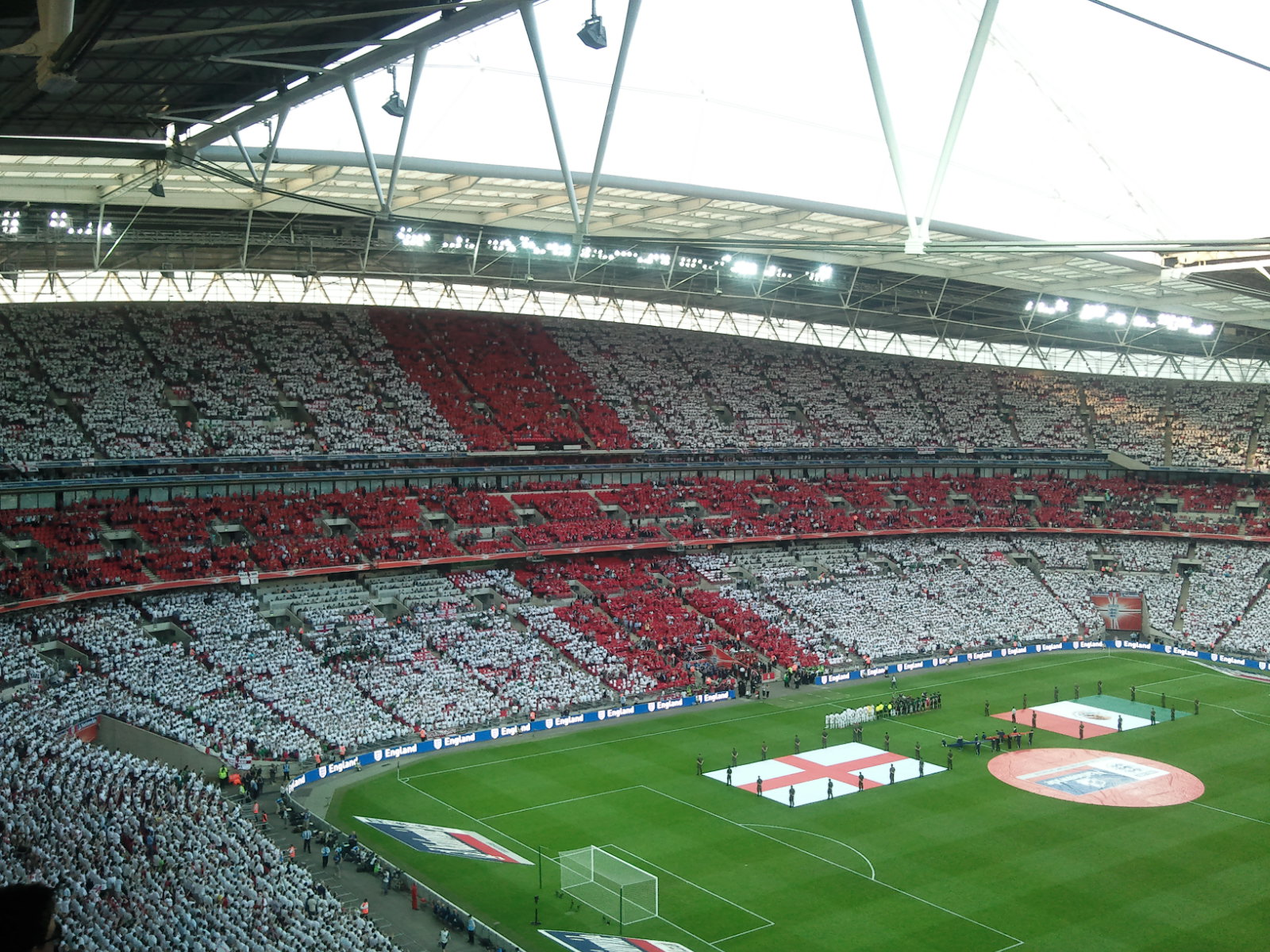
Kibice tworzą Krzyż świętego Jerzego
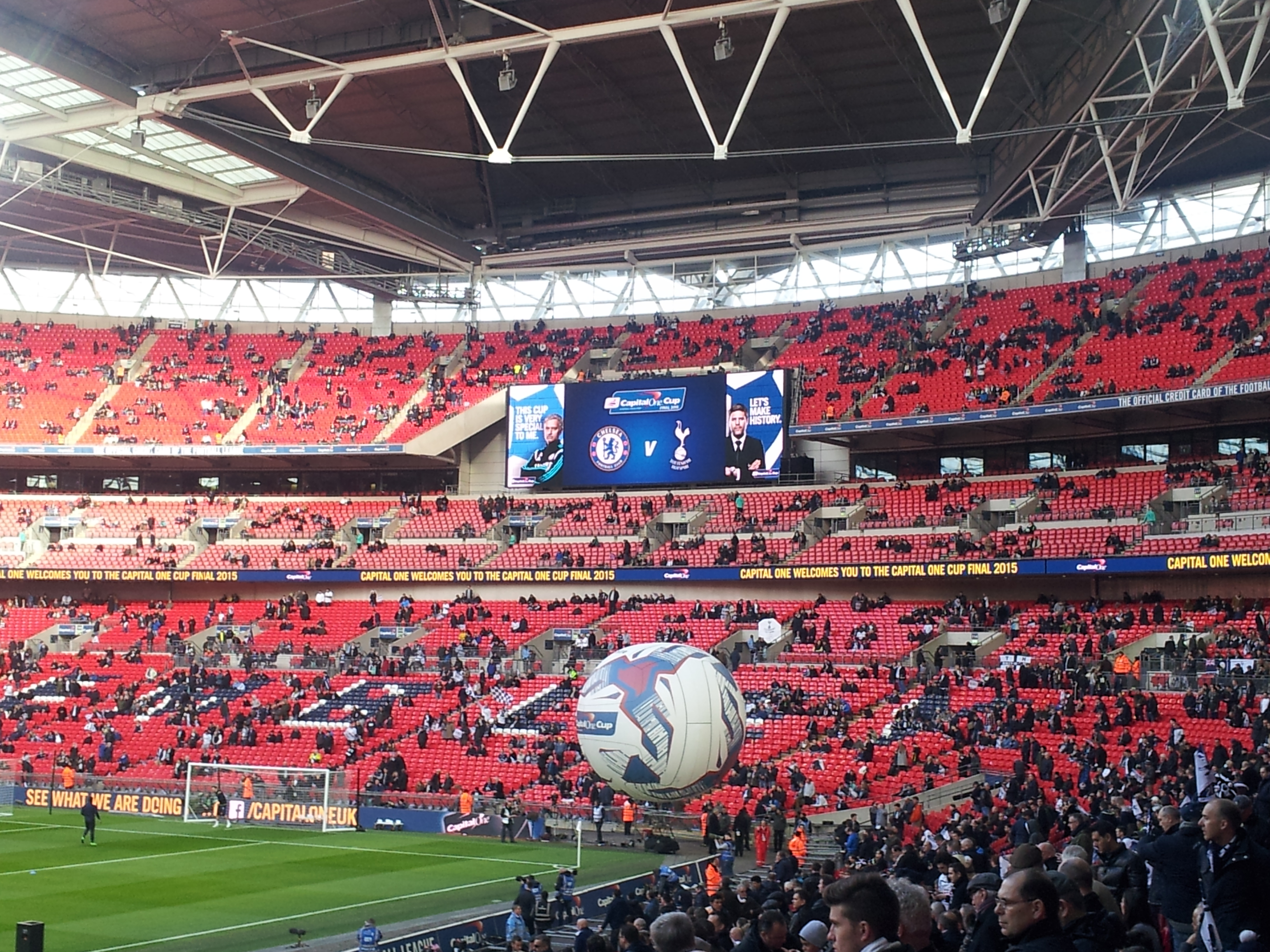
Stadion Wembley. Capital One Cup finał 01/03/2015